# نوک‌شاخ لوزون
 نوک‌شاخ لوزون (نام علمی: Penelopides manillae) نام یک گونه از تیره نوک‌شاخ است.